# Рудольф Беллінґ

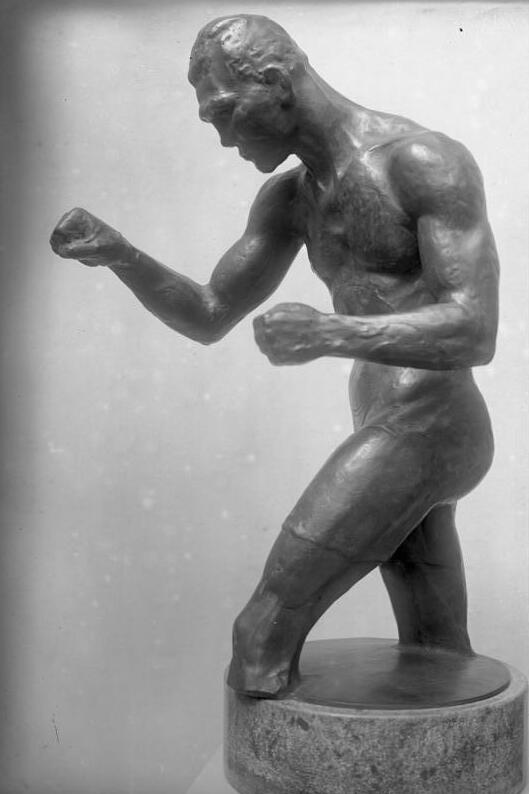
Скульптура Макса Шмелінга (1931)

Рудольф Едвін Беллінґ (нім. Rudolf Edwin Belling; 26 серпня 1886, Берлін — 9 червня 1972, Крайллінг) — німецький скульптор.

## Життя та творчість
Після закінчення середньої школи в 1901 Рудольф Беллінг вступає у військовий інтернат Луїзенштифт. Потім вивчає комерцію. Після того, як юнак переконався, що торгівля йому не підходить, він стає учнем у майстерні декоративно-прикладного мистецтва. Доповнює свою освіту навчанням у ремісничій школі.

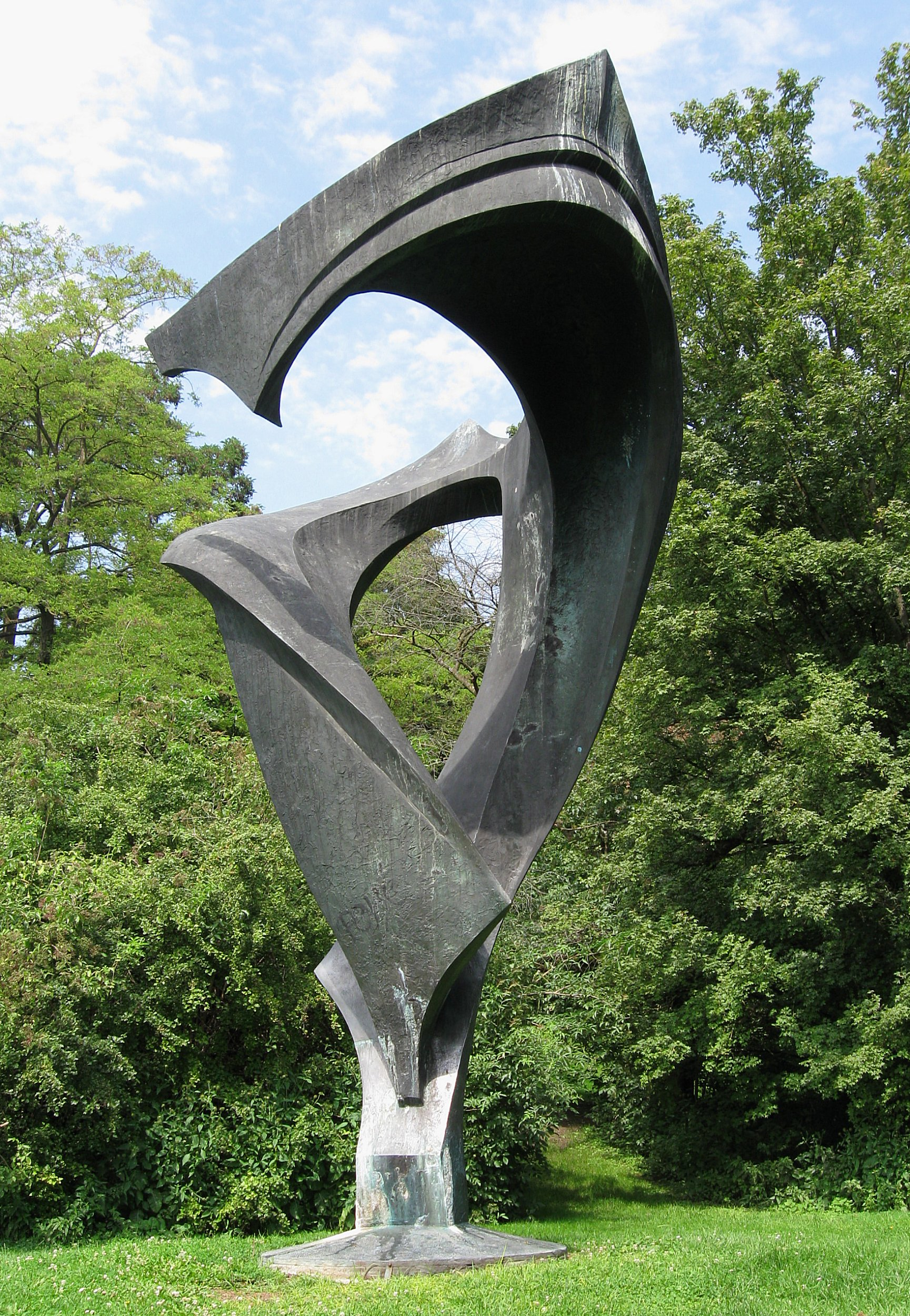
Квітка, 1972, Олімпійська гора, Мюнхен

Мистецтво скульптури Беллінґ опановує сам, відвідує також курси рисунка, моделювання та анатомії у Вищому ветеринарному училищі Берліна. У 1908 спільно з Емілем Казелов він відкриває майстерню по виготовленню дрібної пластики і декоративних виробів. У 1909 вони виконують замовлення для театральних постановок Макса Райнгардта.
Після закриття майстерні у 1910 Беллінґ працює в театральних майстернях. Виконуючи замовлення для театру, скульптор знайомиться з новим, експресіоністським мистецтвом Німеччини. Театральне мистецтво мало безсумнівний вплив на творчість Беллінґа, у роботах якого часто помітні мотиви танцю.
У 1911 він стає студентом берлінської Художньої академії, в класі професора Петера Броєра.
Під час Першої світової війни Рудольф Беллінґ служить при одному з авіаоб'єднань в районі Берліна (1915—1917).
Після закінчення війни, в 1918 скульптор сприймає соціалістичні і революційні ідеї, стає членом утвореної в Берліні Робітничої Ради з мистецтва. У грудні 1918 він є один із засновників лівої Листопадової групи художників, в правлінні якої залишався до 1932.
У 1919 створює свою знамениту скульптуру Тризвук («Dreiklang»). У цей період займається переважно прикладним мистецтвом, рекламними проектами.
У 1924—1926 здійснює навчальну подорож Європою.
У наступні роки він працює спільно з багатьма архітекторами по пластичному декорування офіційних і приватних будівель.
У 1931 Беллінґ стає членом Прусської Академії мистецтв. Після приходу до влади в Німеччині нацистів творчість скульптора переслідують і відносять до дегенеративного мистецтва, що призвело до звільнення з Академії.
У 1935 він їде читати лекції в Нью-Йорк; в 1936 повертається в Німеччину, однак з політичних міркувань в 1937 залишає батьківщину остаточно.
Рудольф Беллінґ емігрує до Туреччини і викладає в Художній академії Стамбула. У липні того ж року його роботи стають причиною казусу: абстрактна скульптура виставляється як зразок «дегенеративності», в той час як реалістичний портрет Макса Шмелінга експонується на «Великий виставці німецького мистецтва» під нацистською егідою. Виставки проходять синхронно; виставкові зали (відповідно Інститут археології та нововідкритий Будинок мистецтва) знаходяться в Мюнхені один навпроти іншого.
З 1951 митець працює при стамбульському Технічному університеті.
У 1955 він нагороджується орденом «За заслуги перед ФРН», в 1956 відновлюється його членство в берлінській Академії, а в 1961 його нагороджують Берлінською мистецькою премією. Скульптор повернувся в ФРН в 1966. У 1967 і 1976 його роботи були нагороджені в Мюнхені, в 1971 — в Санкт-Галлені. У тому ж році отримує звання почесного доктора Мюнхенського технічного університету. У 1972 Беллінґ нагороджується Великим хрестом за заслуги з зіркою.